# The Music Master
The Music Master is een Amerikaanse dramafilm uit 1927 onder regie van Allan Dwan. In Nederland werd de film destijds uitgebracht onder de titel De muziekmeester. De film is wellicht zoekgeraakt.

## Verhaal
De Weense dirigent Anton von Barwig is op zoek naar zijn dochter, die zijn vrouw jaren geleden met zich meegenomen heeft. Hij krijgt financiële problemen en wordt gedwongen al zijn bezittingen te verkopen. Zijn dochter komt in zijn leven als een charmante jongedame, die op zoek is naar muzieklessen voor haar verloofde.

## Rolverdeling
| Acteur            | Personage         |
| ----------------- | ----------------- |
| Alec B. Francis   | Anton von Barwig  |
| Lois Moran        | Helene Stanton    |
| Neil Hamilton     | Beverly Cruger    |
| Norman Trevor     | Andrew Cruger     |
| Charles Lane      | Richard Stanton   |
| William T. Tilden | Joles             |
| Helen Chandler    | Jenny             |
| Marcia Harris     | Juffrouw Husted   |
| Kathleen Kerrigan | Mevrouw Cruger    |
| Howard Cull       | August Poons      |
| Armand Cortes     | Pinac             |
| Leo Feodoroff     | Fico              |
| Carrie Scott      | Mevrouw Mangeborn |
| Dore Davidson     | Pandjesbaas       |
| Walter Catlett    | Marktkramer       |